# آفتابگیر خودرو

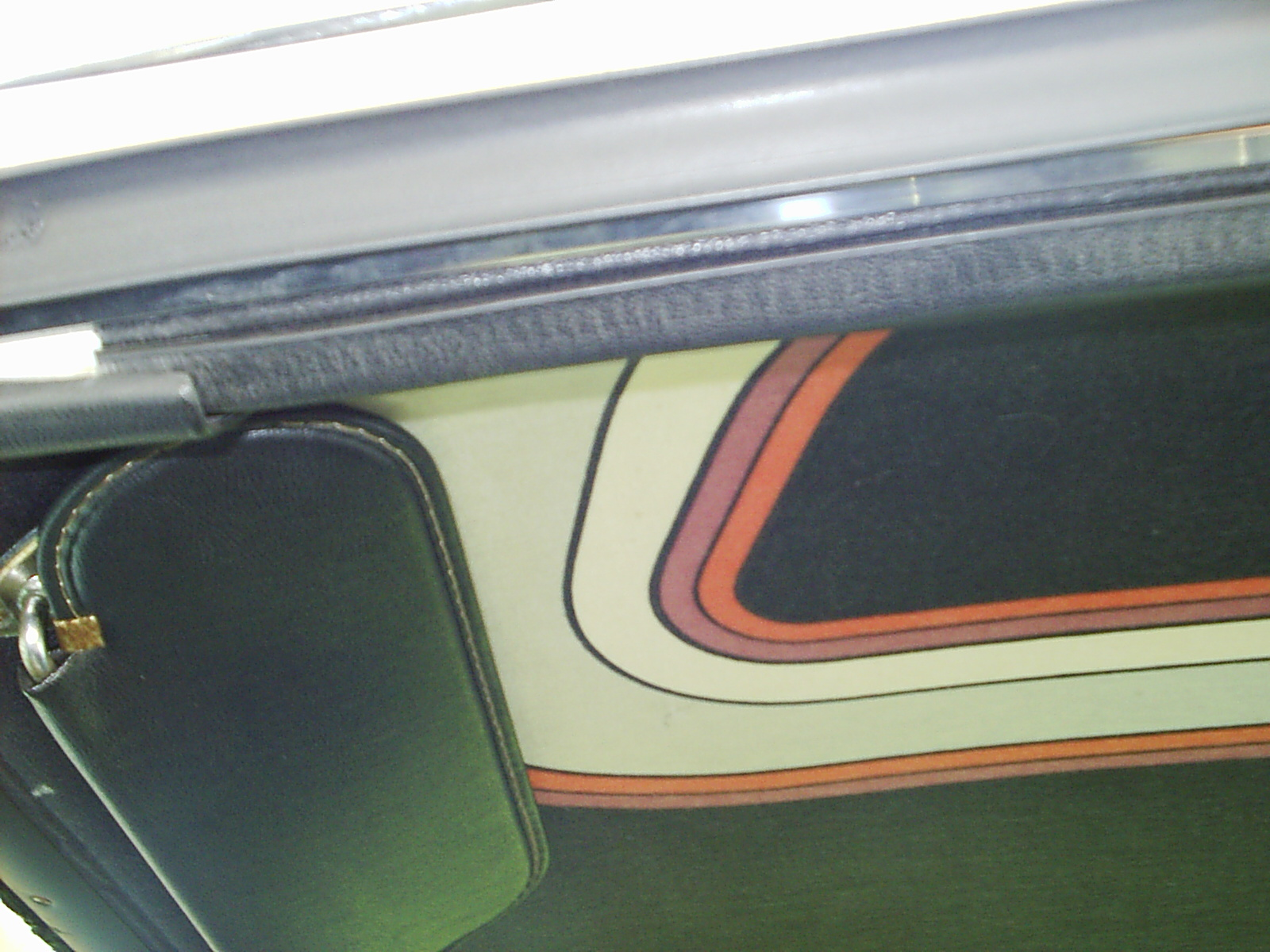
آفتابگیر راننده در موقعیت بالا و زیر خط سقف پیر کاردین در یک AMC Javelin مدل ۱۹۷۲

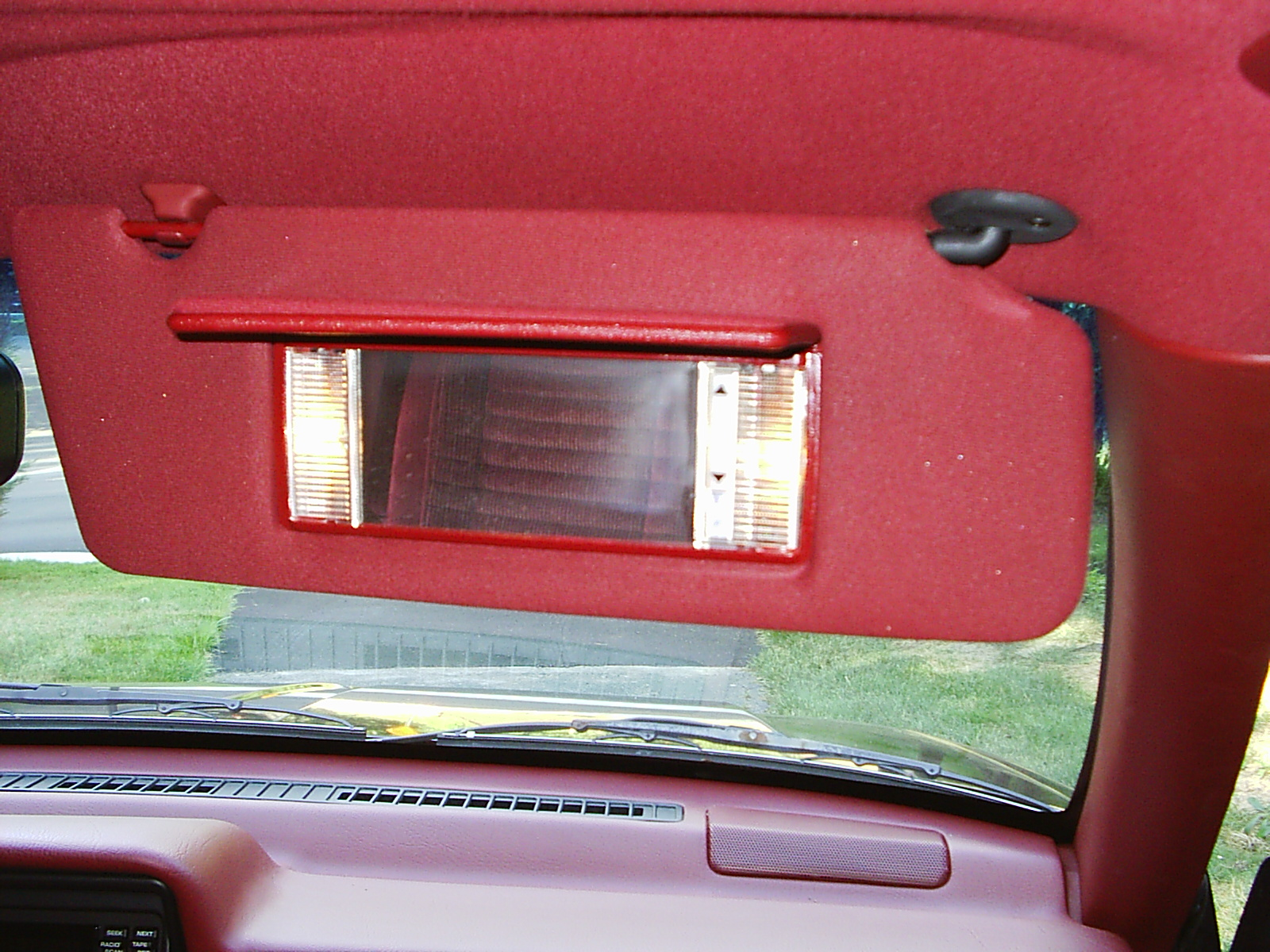
آفتابگیر سرنشین در حالت پایین و آینه آرایشی در یک جیپ گرند چروکی مدل ۱۹۹۳

آفتابگیر خودرو (به انگلیسی: Sun visor) بخشی از خودرو است که در بخش درونی خودرو، درست بالای شیشه جلو قرار دارد. آنها با یک دریچه لولایی قابل تنظیم طراحی شده‌اند تا به محافظت از چشمان رانندگان و سرنشینان در برابر تابش نور خورشید کمک کنند.